# 凯斯-席勒房价指数
凯斯－席勒房价指数（Case–Shiller Home Price Indices）是由标准普尔采用重复销售定价技术计算发布的房价指数。该指数用于衡量美国普通住房价格的变化。它由美国著名经济学家罗勃·席勒所提出。

## 编制范围与公布
列入凯斯－席勒房价指数统计范围的房屋，主要是独栋或连体房屋。公寓及合租房均不被列入统计范围（另有有关公寓价格变化的指数）。列入该统计范围的住宅，要有两次或以上的交易记录。新建楼房并不列入计算范围以内。凯斯－席勒房价指数的统计数据，来自美国20个主要城市，该指数每个月都会进行统计一次，并于两个月后公布。
该指数是由标准普尔公司的两位经济学家卡尔·凯斯和罗伯特·席勒编制的，因此就用他们的名字命名。它包括一个全美房价指数，一个20个城市综合指数，一个10个城市综合指数，以及20个都会地区的房价指数，这20个都会地区包括纽约、华盛顿、波士顿、洛杉矶、亚特兰大、芝加哥等大都会。这些指数的编制是基于独户住宅的二手房销售数据，新建住房和多户型公寓不包括在内。该指数每个月最后一个星期二公布，最新的数据有两个月的滞后，也就是说，2015年4月份公布的数据反映的是2月份的房价。

## 历史
该指数的编制基于独户住宅的重复销售数据。其方法有经济学家卡尔·凯斯、罗伯特·希勒以及艾伦·韦斯在20世纪80年代共同发展完成。指数的第一次公布是在1987年。 
为研究房价趋势，卡尔·凯斯首先发展了一种方法用以比较同类房屋的重复性销售。他当时使用的波士顿地区在1980年代初的房屋销售数据，该地区当时经历一次楼市繁荣。凯斯认为该繁荣最终无法持续。

## 重复销售定价
重复销售定价，是以销售两次或以上的房屋：当房屋被再一次出售后，将其新价格会与旧价格作比较，从而得出房价变化差值。标准普尔便会收集该数据，经过加权计算后编制成指数。 